# Xoanodera vermiculata
Xoanodera vermiculata là một loài bọ cánh cứng trong họ Cerambycidae.